# Göran Stangertz
Göran Stangertz (Flen, 19 luglio 1944 – Helsingborg, 27 ottobre 2012) è stato un attore e regista televisivo svedese, vincitore del premio Guldbagge come miglior attore nel 1975 e nel 1997.

## Biografia
Frequentò negli anni sessanta una scuola teatrale a Göteborg, debuttando cinematograficamente al termine del decennio. Morì a causa di un tumore diagnosticatogli durante una tourneè teatrale.

## Vita privata
Nel 2009 sposò la collega Kajsa Ernst.

## Filmografia
- Bokhandlaren som slutade bada, regia di Jarl Kulle (1969)
- Det sista äventyret, regia di Jan Halldoff (1974)
- L'immagine allo specchio (Ansikte mot ansikte), regia di Ingmar Bergman (1976)
- Polare, regia di Jan Halldoff (1976)
- Il volo dell'aquila (Ingenjör Andrées luftfärd), regia di Jan Troell (1982)
- Spring för livet, regia di Richard Hobert (1997)

## Doppiatori italiani
Nelle versioni in italiano dei suoi film, Göran Stangertz è stato doppiato da:
- Angelo Nicotra in L'immagine allo specchio

## Premi e riconoscimenti
- Guldbagge
  - 1975 - Miglior attore - Det sista äventyret
  - 1998 - Miglior attore - Spring för livet